# Хикава-мару
«Хикава Мару» — тихоокеанский грузопассажирский лайнер-теплоход, построенный по заказу японской компании Nippon Yusen (нынешнее пароходство NYK Line). Первый рейс совершил 13 мая 1930 года. Активная эксплуатация судна продолжалась до 60-х годов. Название «Хикава Мару» аналогично названию синтоистского храма, расположенного в Сайтаме. С 1930 года корабль «Хикава Мару» компании NYK Line перевозил пассажиров и грузы между Иокогамой, Ванкувером и Сиэтлом. Для своего времени это было ультрасовременное судно.
В период между началом Второй Мировой войны в Европе и нападением Японии на США, евреи, эвакуировавшиеся из Европы через СССР, добирались из Японии в США на борту «Хикава-мару». В годы Второй мировой войны «Хикава-мару» была госпитальным судном. После капитуляции Японии судно было реквизировано американской оккупационной администрацией и использовалось для репатриации японских военнослужащих и других граждан из стран Азии. В 1947 году судно было возвращено японскому пароходству Nippon Yusen Kaisha. «Хикава-мару» использовалась на разных маршрутах, а в 1953 году вернулась на двоенную линию Иокогама — Сиэтл. По мере развития авиации пассажиры для удобства все чаще предпочитали летать самолётами. В 1960 году судно окончательно вывели из эксплуатации.
«Хикава-мару» — одно из двух крупных японских пассажирских судов, переживших войну. В 1961 году «Хикава-мару» была установлена в Иокогаме у парка Ямасита, на борту разместили отель, ресторан и музей. В 2005 году владельцы «Хикава-мару» объявили о больших финансовых убытках, и сообщили о возможности продать судно. Компания NYK Line оплатила реставрацию «Хикава-мару», и в 2008 году судно вновь открылось, как музей.
Сегодня «Хикава-мару» — плавучий музей. Четыре палубы и внутренняя отделка остались такими же, как и более полувека назад. «Хикава-мару» отшвартована у парка Ямасита (район Нака-ку) рядом с маяком Марин-тауэр. «Хикава-мару» — популярная достопримечательность и один из символов города. В частности, «Хикава-мару» фигурирует в аниме «Со склонов Кокурико».